# Њу Сејлем (Северна Дакота)
Њу Сејлем (енгл. New Salem) град је у америчкој савезној држави Северна Дакота.

## Демографија
По попису из 2010. године број становника је 946, што је 8 (0,9%) становника више него 2000. године.
| Група             | 2000.       | 2010.       |
| Белци             | 912 (97,2%) | 907 (95,9%) |
| Афроамериканци    | 0 (0,0%)    | 0 (0,0%)    |
| Азијати           | 0 (0,0%)    | 1 (0,1%)    |
| Хиспаноамериканци | 0 (0,0%)    | 11 (1,2%)   |
| Укупно            | 938         | 946         |